# Vešala
Vešala (makedonsky: Вешала, albánsky: Veshalla) je vesnice v Severní Makedonii. Nachází se v opštině Tetovo v Položském regionu.

## Geografie
Vesnice Vešala se nachází v nadmořské výšce 1 200 metrů. Leží v pohoří Šar Planina asi 20 km severozápadně od města Tetova. Nachází se 4 km od hranic s Kosovem. Na západě sousedí s vesnicí Bozovce, na východě s vesnicemi Lisec, Šipkovica a Brodec, na jihu s vesnicí Bogovinje a na severu s makedonsko-kosovskými hranicemi.
U vesnice se nachází horní tok řeky Pena. Kolem vesnice se nachází několik hor vyšších než 2 000 m n. m.

## Historie

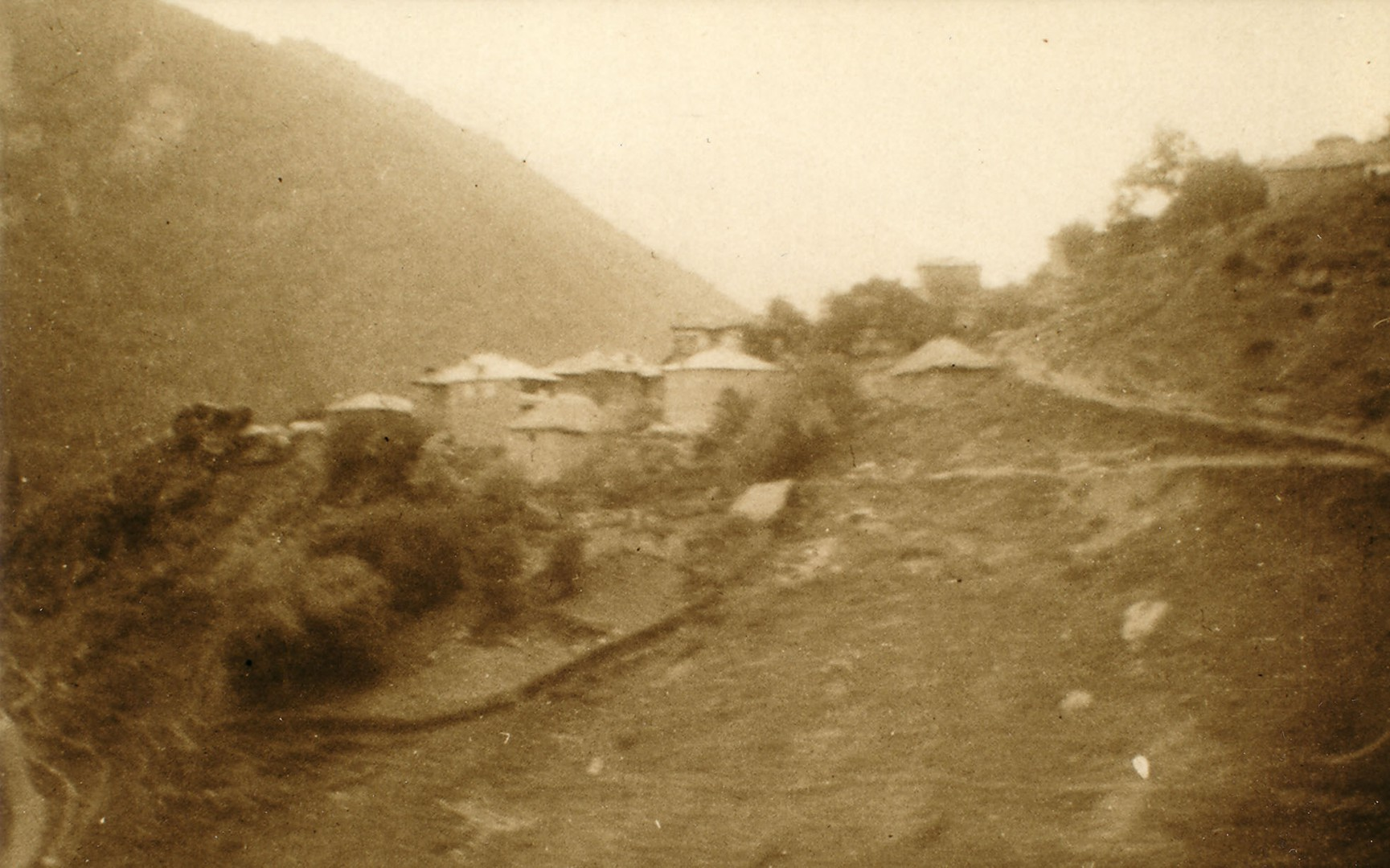
Vešala v roce 1903

Vesnice je jednou z osad, kam se muslimská část obyvatelstva vyskytla mnohem později. Dnešní albánští muslimové, kteří jsou jedinými obyvateli vesnice, se sem přistěhoval před necelými 200 lety, což způsobilo, že původní makedonští křesťané emigrovali do jiné části země. Ve vesnici však zůstaly typické slovanské symboly. Dnes již není známo, jaké makedonské rodiny zde žily a ani kam emigrovaly. Z vesnice neexistují žádné záznamy ani pozůstatky z dob, než se zde usadili Albánci.
Někteří místní obyvatelé se domnívají, že původní vesnice stála nedaleko té dnešní. První mešita ve vesnici byla postavena na konci 19. století. V roce 1930 byla mešita zbourána a na jejím místě vystavěna nová, která zde stojí dodnes.
Během období nadvlády Osmanské říše patřila vesnice do tetovské oblasti. V letech 1996-2004 byla součástí opštiny Šipkovica, poté byla opět přiřazena k Tetovu.
Místní obyvatelstvo se živí převážně chovem hospodářských zvířat.

## Demografie
Podle statistiky Vasila Kančova z roku 1900 žilo ve vesnici 440 obyvatel, všichni byli Albánci.
Podle posledního sčítání lidu z roku 2002 žije ve vesnici 1 222 obyvatel, i v tu chvíli všichni albánské národnosti.
| Rok            | 1900 | 1929 | 1948 | 1953 | 1961 | 1971  | 1981  | 1994  | 2002  |
| -------------- | ---- | ---- | ---- | ---- | ---- | ----- | ----- | ----- | ----- |
| Počet obyvatel | 440  | 690  | 865  | 972  | 898  | 1 299 | 1 405 | 1 045 | 1 222 |